# Astúrio (conde)

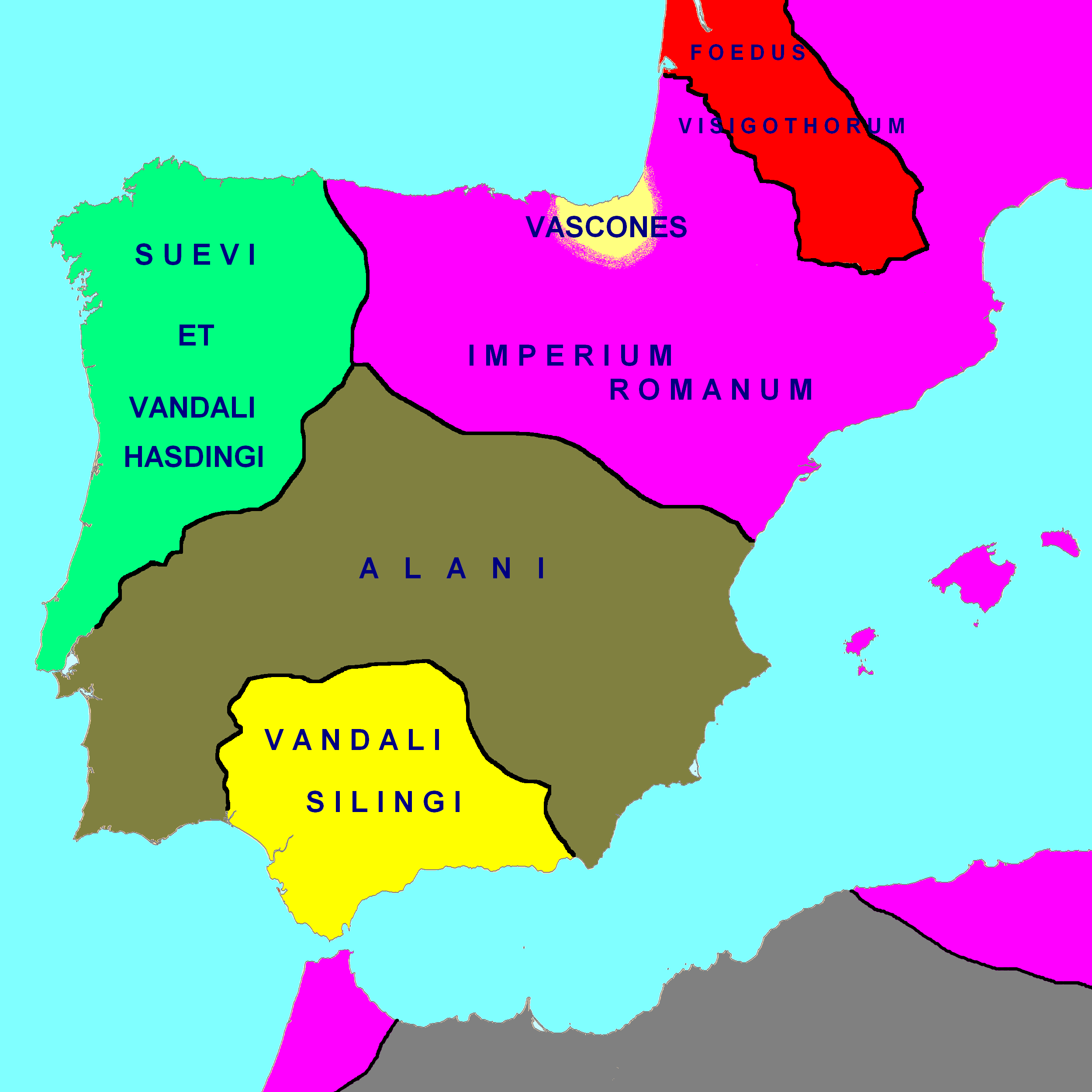
Hispânia em 418.

Astúrio ou Astério (em latim: Asterius) foi um general romano, conde da Hispânia (comes Hispanorum) tendo levado a cabo uma grande expedição militar contra os vândalos que tinham entrado no reino suevo da Galiza, saindo vitorioso na Batalha dos montes Nervasos em 419. Derrotou ainda o usurpador Máximo da Hispânia que tinha aí procurado refúgio. Dadas as suas proezas e vitórias militares foi-lhe atribuído o título de patrício em 422.

## Campanha na Hispânia
Depois das vitórias de Vália nas campanhas de 416 e 418, os alanos e os vândalos silingos procuraram refúgio com os asdingos que estavam nas áreas costeiras da Galécia (Galiza) a norte do Rio Minho. Os vândalos procurando novos territórios ameaçavam os suevos, e Astúrio apareceu em seu socorro com um grande exército romano, derrotando os vândalos na Batalha dos montes Nervasos em 419. Astúrio usou o mesmo exército para terminar com a ameaça do usurpador Máximo da Hispânia aí refugiado.
Ao mesmo tempo a família de Astúrio tinha sido acusada de Priscilianismo, o que o forçou a viajar ao encontro da sua família em Tarraco. Em 421, Astúrio foi chamado a Ravena para a coroação de Constâncio III como imperador ocidental, e no ano seguinte foi feito patrício e nomeado mestre dos soldados.